# Illa de Baljenac
L'illa de Baljenac és una illa a Croàcia, coneguda pels gairebé 24km, l'anomenada «empremta dactilar» de muralles de paret seca, malgrat tenir només una superfície de 14 hectàrees.